# Самаритянское Пятикнижие

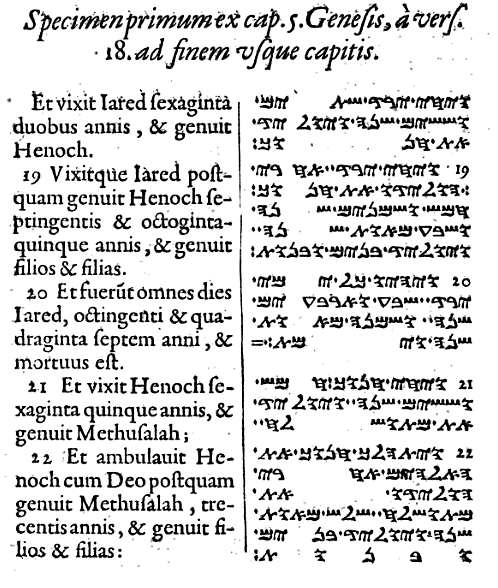
Самаритянский текст из первого печатного издания Exercitationes ecclesiasticae in utrumque Samaritanorum Pentateuchum, 1631. Слева — латинский перевод

Самаритя́нское Пятикни́жие (самаря́нское Пятикни́жие, самаритя́нская То́ра) (самаритянский иврит: ࠕࠦࠅࠓࠡࠄ Tūrā; ивр. תורה שומרונית‎ тора шомронит) — Священное Писание самаритян, записанное одной из разновидностей палеоеврейского письма. С текстологической точки зрения отличается от еврейской Торы, вошедшей в состав Танаха; изменения касаются орфографии и некоторых доктринальных моментов. Время оформления самаритянского Пятикнижия дискутируется; европейской библеистике оно стало известно в 1620-е годы по рукописи, привезённой Пьетро делла Валле из Сирии и впервые опубликовано типографским способом в 1631 году (Жан Морен). Текст самаритянского Пятикнижия был опубликован в составе парижской (1645) и лондонской полиглотт (1657). Старейшие сохранившиеся рукописи датированы XII—XIII веками; ряд научных изданий был осуществлён в Великобритании и Германии в XIX—XX веках, исследования продолжили в США и Израиле. В составе кумранских находок были обнаружены и сильно фрагментированные рукописи прасамаритянского текста, отличия которого от современного не слишком велики. Самаритянское Пятикнижие имеет более 6000 отличий от масоретского текста, но в 1900 местах согласуется с Септуагинтой; считают, что протосамаритянский текст был одной из параллельных версий еврейского Писания, бытовавших в разных общинах Ближнего Востока. Причины, по которым основатели самаритянского сообщества избрали данный конкретный вариант, дискутируются в науке. Первый перевод на английский язык самаритянской Торы был выпущен Беньямином Цдакой и Шэрон Салливан в 2012 году.

## Место Самаритянского Пятикнижия в библейской традиции

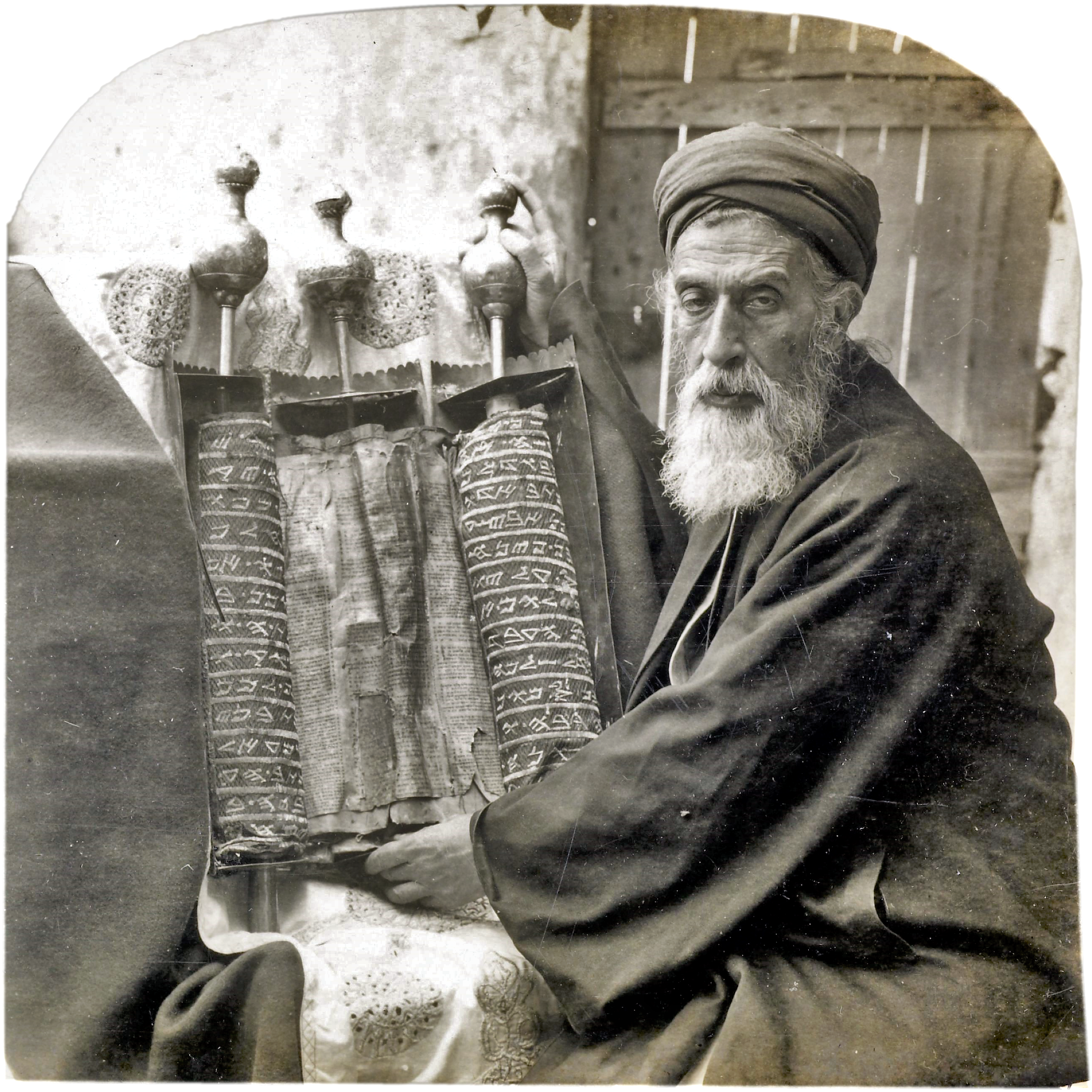
Самаритянский первосвященник Яаков I бен Аарон бен Шалма со свитком Самаритянского Пятикнижия. Наблус, фрагмент стереографического изображения 1905 года

Самаритяне не признают богодухновенности большинства текстов, включённых в состав еврейского Танаха, считая Священным Писанием лишь Пятикнижие, отрицают они и те аспекты ветхозаветного богословия, которые раскрыты в других книгах канона. Из прочих текстов Танаха в самаритянской литературе представлена «Книга Иисуса Навина», текст которой отличается от еврейского. Он был опубликован М. Гастером в 1908 году. Также самаритяне располагают книгой «Сефер ха-ямин», в которую входят тексты из библейских книг Иисуса Навина, Судей, Царств и Хроники; в западной библеистике её именуют «Хроники-II» (англ. The Samaritan Chronicle № II); обе книги считаются историческими, а не священными. Самаритянское Пятикнижие — не перевод, текст Торы был переписан во многих экземплярах одной из разновидностей палеоеврейского письма — так называемым самаритянским, — он имеет лишь консонантную основу. Э. Тов утверждал, что название «самаритянское» не вполне корректно, поскольку данная текстологическая традиция имела множество параллелей в древнем Израиле, а в 1940-е годы выяснилось, что содержательные особенности и текстуальные формы обнаруживались в одной из традиций, представленных в Кумране. Э. Тов также предлагал использовать по отношению к древним находкам термин «прасамаритянский текст», а не утвердившийся в историографии «протосамаритянский», поскольку он не содержит самаритянских идеологических особенностей.
В современной исторической науке и библеистике принято считать, что датировка создания самаритянской общины не имеет прямого отношения к их Писанию. Самаритяне утверждали, что это евреи отделились от истинного (самаритянского) течения в иудаизме в XI веке до н. э., эту точку зрения поддерживал только М. Гастер. Талмудическая традиция оперирует текстом 4 Цар. 17:24-34, утверждающим, что самаритяне были народом, поселённым в Палестине ассирийцами после разгрома Северного царства; они именуются уроженцами Куты — области Ассирии (или кутиями — ивр. כותים‎) (существует также параллельная традиция, представленная у Иосифа Флавия, Иудейские древности, IX, 14:3). Согласно исследованиям, опубликованным в 1990-е годы (в том числе Дж. Д. Пурвисом и А. Д. Крауном), самаритяне отделились от иудеев в период персидского завоевания, а окончательно раскол случился в 128 году до н. э., когда Иоанн Гиркан I разрушил Храм бывшего Северного царства в Сихеме (Иосиф Флавий, Иудейские древности, XIII, 9:1). Косвенно на это указывает и самаритянская палеография, которая сложилась не ранее правления Хасмонеев.
Судя по кумранским находкам, протосамаритянский текст стал формироваться не ранее III века до н. э. Иудео-самаритянского раскола, видимо, не было как такового: сектантские редакции времён разрушения Второго Храма уже несли некоторые важнейшие самаритянские доктринальные особенности — особое место горы Гаризим, активное неприятие любых антропоморфных проявлений Божества, придание сакрального статуса только Книгам Моисеевым. Эти особенности позволили Р. Андерсону и Т. Джайлсу охарактеризовать Самаритянское Пятикнижие как текст, связывающий библейскую традицию Второго Храма и узкую сектантскую группу.
Когда самаритянские тексты впервые были открыты европейскими учёными XVII века, тот факт, что они были записаны палеоеврейским письмом, был воспринят как свидетельство их глубочайшей древности или даже оригинальности. Однако библейская текстология, развитие которой началось примерно в то же время, привела к недооценке самаритянской традиции, которая особенно ярко проявилась в труде В. Гезенниуса 1815 года. Эта позиция сохранялась вплоть до кумранских находок, а некоторые исследователи повторяли тезис о малозначимости самаритянского Пятикнижия для реконструкции древнего библейского текста до начала 1990-х годов.

## Текстуальные особенности Самаритянского Пятикнижия

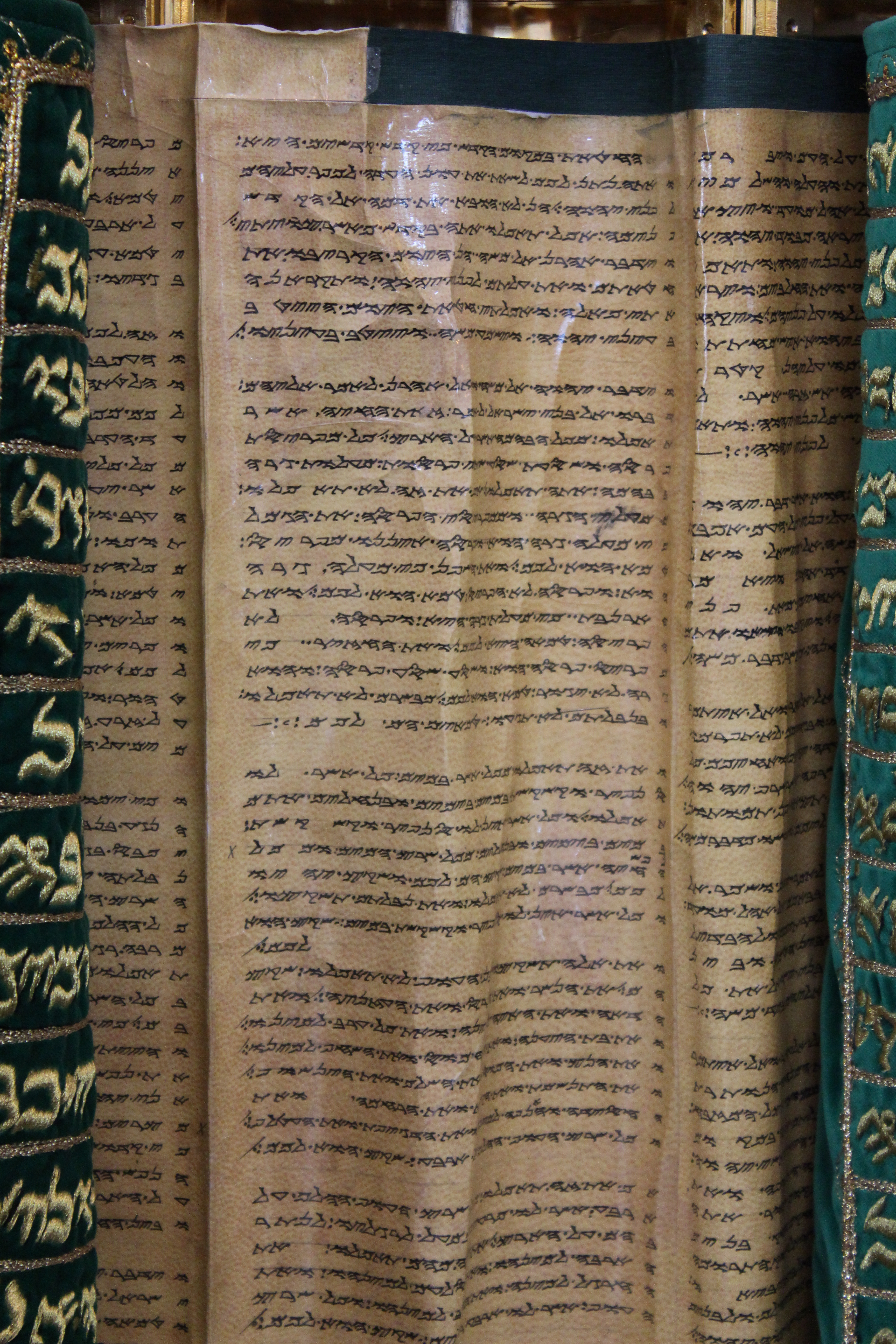
Синагогальный свиток Самаритянской Торы с горы Геризим

Традиционно особенности Самаритянского Пятикнижия описываются через сравнение с масоретским текстом, критическую классификацию этих особенностей предложил в 1815 году В. Гезенниус, причём его классификация с модификациями продолжает использоваться исследователями. В литературе традиционно повторяется оценка Б. Уолтона, данная им в Лондонской Полиглотте (том 6, 1657): он насчитал 6000 разночтений между Самаритянским и масоретским текстами Пятикнижия и 1900 из них совпадали с Септуагинтой. Эта оценка была сделана по неавторитетным рукописям и устаревшим изданиям. Израильский учёный Зелиг Метал (ивр. זליג מטל‎) в монографии 1979 года «Самаритянская версия Пятикнижия в еврейских источниках» попытался заново собрать аналогичный материал, но порядок чисел не изменился. В 1994 году в Иерусалиме была защищена диссертация Ким Гённэ (кор. 김경래, англ. Kim Kyung-Rae), в которой были заново сопоставлены текстуальные традиции. Было выявлено 964 совпадения Самаритянского Пятикнижия и Септуагинты против Масоры, но 471 совпадение спорно, отражая общую экзегетическую тенденцию к гармонизации. В 493 бесспорных случаях, 328 также отражают тенденцию к гармонизации. Выводы автора таковы: Самаритянское Пятикнижие представляет самостоятельное течение в истории библейского текста и не может считаться вспомогательным средством в библеистике.
По Э. Тову, кумранские находки позволили понять, что изменения, внесённые самаритянами в своё Пятикнижие, не слишком велики, но фрагментарность и малое количество прасамаритянских текстов не позволяют точнее определить все типы различий. Долгое время традиция прочтения Пятикнижия основывалась на устной передаче, хотя самаритяне разработали систему записи гласных звуков, применяемую только в поздних рукописях и крайне непоследовательно. Только в XIX—XX веках самаритяне стали переписывать рукописи с полной огласовкой — но всегда для использования за пределами общины. На раннем этапе переписывание Пятикнижия позволяло большую текстологическую свободу, но позднее была создана собственная самаритянская Масора, именуемая парашийо́т (פַּרְשִׁיוֹת‎). По мере оформления собственно самаритянской доктрины передача текста стала столь же строгой, как и в еврейской масоретской традиции.

### Особенности протосамаритянского текста
Для Ветхого Завета характерно излагать заповеди подробно, а об их исполнении упоминать кратко. В самаритянском тексте рассказ об исполнении делается подробнее за счёт повторения самих заповедей, что, вероятно, подчёркивает, что заповедь исполнена. Это относится к божественным указаниям в первых главах Исхода, в первую очередь — указание Моисею и Аарону предостеречь фараона перед каждой из казней. Описание предостережения было помещено ещё в кумранскую прасамаритянскую рукопись 4Qpaleo-Exodᵐ и далее в современный самаритянский текст в соответствии с формулировкой этого повеления. Например, после Исх. 8:19 добавлена формулировка стихов 16 и последующих. Второзаконие осмысливалось как «повторение» того, о чём говорилось в предыдущих четырёх книгах, введение стихов Второзакония в более ранние книги, по-видимому, был процессом указания источника цитат. Например, к истории о собрании на Синае (Исх. 20) в самаритянском тексте добавлен фрагмент из Втор. 18:18-22, который на первый взгляд не относится к этому событию, но был добавлен в связи с содержанием Втор. 18:16: в истории о Синае, закреплённой в масоретском тексте, нет явного упоминания эпизода «поставления пророка», в связи с чем возникла необходимость добавить его в этом месте. Аналогичные добавления имеются в кумранских рукописях. Текст Второзакония, главы 1 — 3, параллельные некоторым разделам Книг Исхода и Чисел, подвергались гармонизации. Например, история о назначении Моисеем судей существует в двух вариантах, в которых отличаются качества этих судей. Так в Исх. 18:21 они «люди способные, богобоязненные, люди правдивые, не терпящие корысти», а во Втор. 1:13 «Люди мудрые, разумные и опытные». В рукописи 4Qpaleo-Exodᵐ текст Втор. 1:9-18 повторяется как составная часть Исх. 18:24-25, то есть различия между книгами сведены к минимуму. Такие примеры «улучшения» текста весьма многочисленны, как в большом, так и малом масштабе.

### Самаритянские особенности

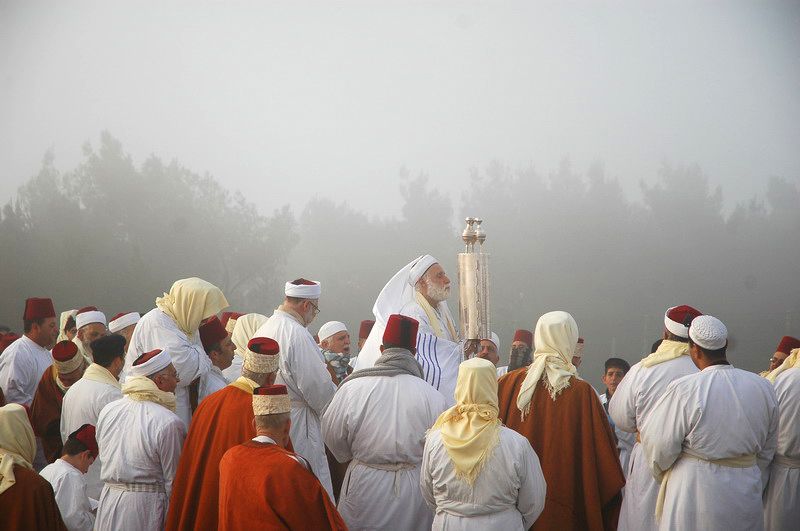
Празднование Песаха на горе Геризим (18 апреля 2006 года). На фото первосвященник Елеазар бен Цдака бен Ицхак, держащий свиток Самаритянской Торы

Основные идеологические изменения касаются главного места совершения религиозного культа. Во всех текстах Ветхого Завета, где под центральным местом культа подразумевается Иерусалим, самаритяне заменили его собственным культовым центром — горой Геризим. Такое изменение особенно заметно в Декалоге в добавлении десятой заповеди о святости горы Геризим. Данная заповедь целиком составлена из стихов Торы, в которых обозначена гора Гебал, которая есть то место, где народу Израиля велено было воздвигнуть жертвенник после перехода через Иордан. Существует однако версия, что это древнее несектантское прочтение, поскольку в некоторых старолатинских рукописях также существует замена Гебала на Геризим.
Второе изменение, связываемое исследователями с самаритянской идеологией, касается распространённого во Второзаконии выражения «место, которое изберёт Господь». В контексте библейской книги — это указание на Иерусалим, но его название не упоминается, поскольку он ещё не был завоёван во времена Моисея. По мнению же самаритян, ещё в эпоху Патриархов был избран Сихем (Быт. 12:6 и Быт. 33:18-20), поэтому форму будущего времени они изменяют на прошедшее «избрал» (как во Втор. 12:5). Вероятно, что это идеологическое изменение касается прочтения в прошедшем времени фрагмента Исх. 20:21 и далее. Другой пример: в Быт. 48:16 слово «ангел» (др.-евр. מלאך‬, малеах) было заменено на близкое по написанию «царь» (מלך‬, мелех); при этом вопрос, когда именно были внесены эти изменения и на какой рукописной традиции они основаны, остаётся открытым.
Другие различия:
1. В Исх. 23:19 Самаритянское Пятикнижие содержит следующий отрывок после запрета: др.-евр. כי עשה זאת כזבח שכח ועברה היא לאלהי יעקב‬, который примерно переводится: «ибо тот, кто приносит это в жертву, забывает и гневит Бога Иакова».
2. Различное расположение в тексте описания Жертвенника воскурений. В Самаритянском Пятикнижии он находится в Исх. 26, тогда как в Масоретском тексте он в Исх. 30.
3. В книге Чис. 4:14 Самаритянского Пятикнижия содержится следующий отрывок: др.-евр. ולקחו בגד ארגמן וכסו את הכיור ואת כנו ונתנו אתם אל מכסה עור תחש ונתנו על המוט‬, который примерно переводится: «И они возьмут пурпурное покрытие и покроют умывальник и подножие его, и они покроют его в тахашевые шкуры, и они повесят его на шест».

Специфические самаритянские элементы, касающиеся десятой заповеди и прочтений в прошедшем времени, не встречаются в древних кумранских рукописях. Напротив, в них широко встречаются гармонизирующие чтения из Второзакония в Исходе и Числах и (в единственном случае) наоборот. К гармонизации А. Мень относил повсеместную замену в Книге Бытия имени Бога «Элохим» (во множественном числе — др.-евр. אֱלֹהִים‬) на единственное — «Эль» (אל‬), чтобы избежать даже намёка на множественность богов.
Особым вопросом является причина, по которой самаритянская община избрала для своего Священного Писания группу текстов, именуемую ныне протосамаритянской. По Э. Тову, «особой причины не было»: такого рода тексты были распространены в Палестине, но отличались от протомасоретской традиции, причём все пять книг Торы имели одинаковые особенности.

## Рукописная и печатная передача

### Протосамаритянские находки в Кумране

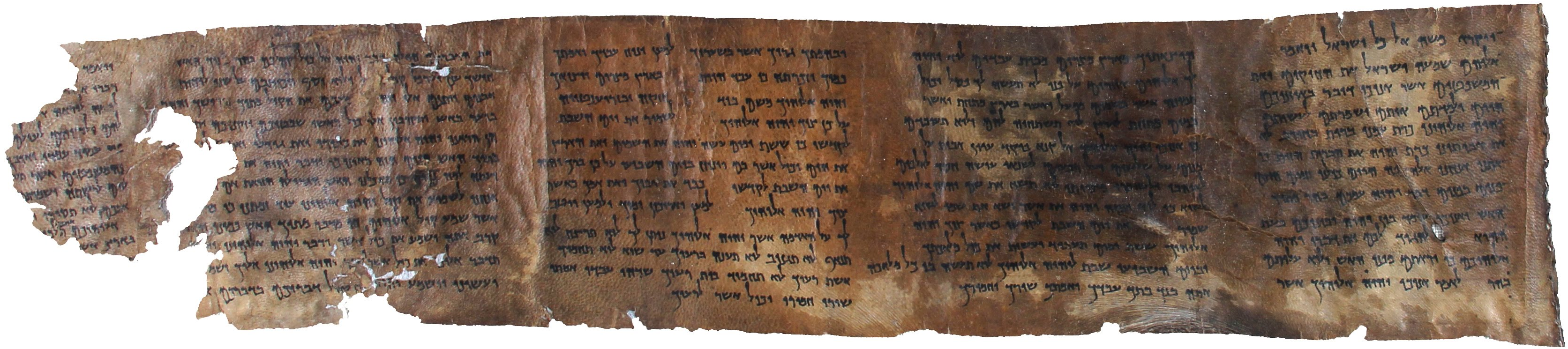
Кумранская рукопись 4Q41 с протосамаритянским текстом Второзакония

Среди Кумранских находок идентифицируются протосамаритянские рукописи. Из них лучше всего сохранилась рукопись 4Qpaleo-Exodᵐ (4Q22), содержащая значительные фрагменты 43 столбцов текста с книгой Исход (от Исх. 6:25 по Исх. 37:16). Датировка его спорна, оцениваясь промежутком 225—25 годами до н. э., но большинство исследователей склоняются к 100—75 годам, а в 8-й колонке текст был исправлен приблизительно четверть века спустя. Он несёт все основные черты современного самаритянского текста за исключением замены 10-й заповеди на основе текста 11 и 27-й глав Второзакония.
К числу старейших кумранских рукописей вообще относят 4QExod-Levᶠ (4Q17), переписанную, вероятно, до середины III века до н. э. Она включает фрагменты книг Исход и Левит, в которых заметны чтения, дополненные по Второзаконию. Свиток 4QLevᵈ (4Q26) фрагментирован (по разным оценкам, включает от 4 до 11 частей) и включает главы 14, 15 и 17 книги Левит, датируемой 30—20 годами до н. э. В Лев. 17:4 он содержит чтение, имеющееся также в Септуагинте, но отсутствующее в масоретском тексте. Подавляющее большинство прочих находок сильно фрагментированы, что иногда затрудняет их идентификацию; вдобавок, они позволяют судить, что писцы имели большую свободу в обращении с распространяемыми текстами. В этой связи выделяется рукопись 4QDeutⁿ (4Q41), переписанная около 30 года до н. э. По мнению израильского эпиграфиста Эстер Эшель, это не был свиток Торы, а, скорее, собрание библейских текстов, используемое в повседневной литургической практике. Соответственно, текст не являлся авторитетным, но характерные чтения позволяют отнести его к протосамаритянской традиции. Дж. Г. Чарлсворт обнаружил в этом документе фрагмент Втор. 27:4, в котором читается «Геризим» вместо вошедшего в масоретскую традицию «Гебала».

### Рукописная традиция

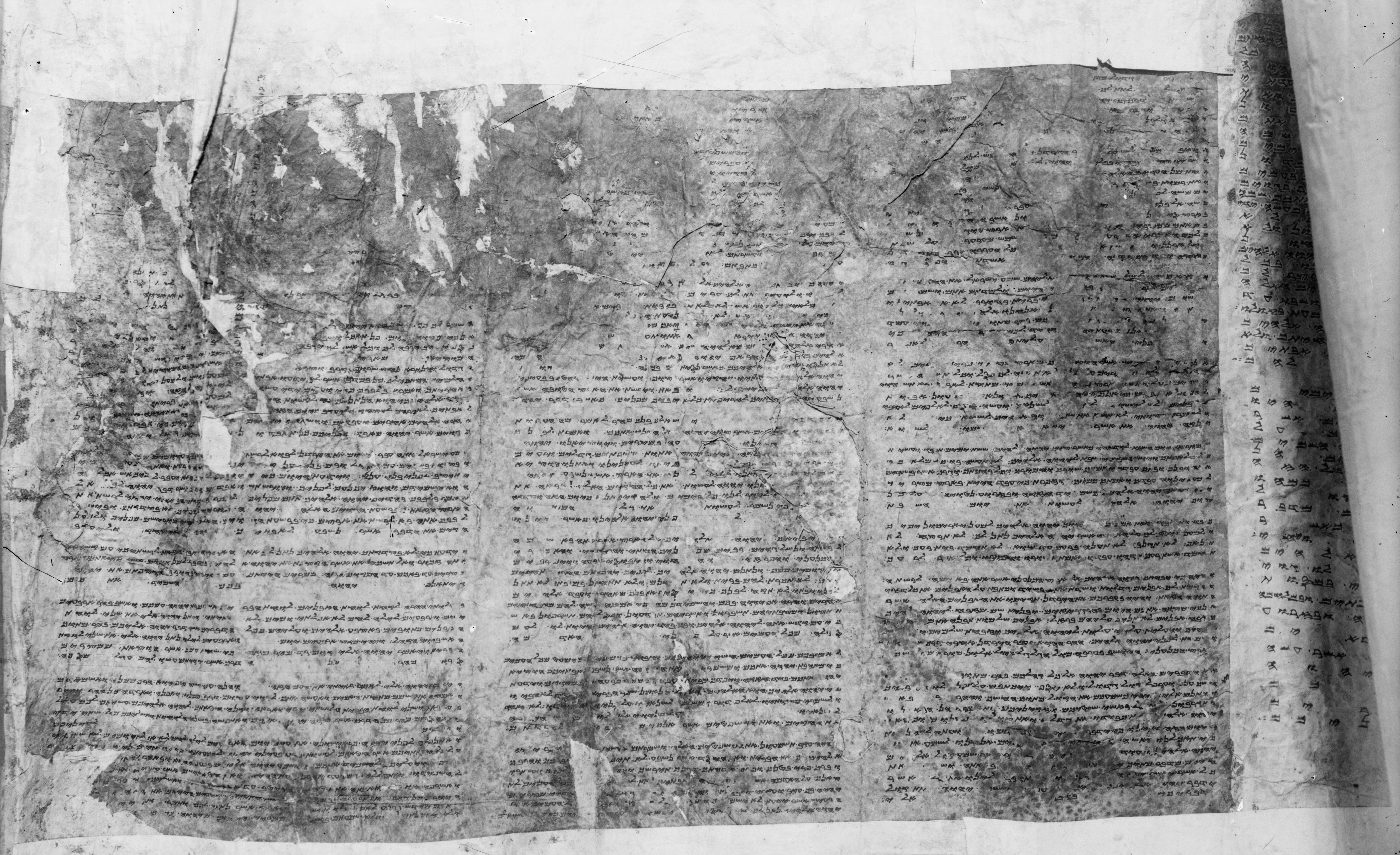
Свиток Пятикнижия из Наблуса, фото 1900—1920 годов

Ни одной рукописи Самаритянского Пятикнижия I тысячелетия н. э. не сохранилось. Тем не менее, имеются свидетельства, что Ориген при составлении Гексаплы использовал некий «Самаритикон» — возможно, греческий перевод протосамаритянской версии; кроме того, следы чтений, переходных от протосамаритянских к собственно самаритянским, несут некоторые эпиграфические памятники, а также амулеты, иногда находимые при раскопках.
Согласно самаритянской традиции, множество рукописей Торы и Книги Иисуса Навина было уничтожено при гонениях на евреев при императоре Адриане. Согласно той же традиции, уцелел единственный свиток Пятикнижия, переписанный при четвёртом израильском первосвященнике Абише, сыне третьего первосвященника Пинхаса, жившего при Иисусе Навине, что удостоверяет колофон, датированный «13-м годом поселения детей Израилевых на земле Ханаанской». Из исследователей только Д. Страгнелл соглашался с традицией и утверждал, что т. н. свиток «Сефер Абиша» был укрыт самаритянами в Египте. Большинство исследователей датирует свиток XIII—XIV веками, когда он был вновь «открыт». Согласно Джону Боуману, свиток Абиши был склеен в XIV веке из фрагментов разного времени, переписанных разными книжниками, причём старейший из фрагментов относился к XII веку. Он должен был стать главной реликвией для разных групп самаритян, объединить которые решил в 1352 году первосвященник Пинхас V бен Йосеф бен Уззи, выдав свиток за якобы ранее сокрытый на горе Геризим первосвященником Уззи бен Амрамом бен Итамаром.
Достоверно датированных полных рукописей старше XII века не существует, однако достаточно надёжно идентифицируются некоторые фрагменты. В Бодлеанской библиотеке и в Колумбийском университете хранятся фрагменты, относимые к IX веку. Древнейшим точно датированным текстом Самаритянского Пятикнижия является рукопись MS Add.1846 из библиотеки Кембриджского университета, относящаяся к XII веку. По подсчётам Ж. Ротшильда, существует примерно 750 полных рукописей Самаритянского Пятикнижия, из которых 75 относятся к XII веку, а 46 — к XIX столетию. От XIII века дошло 37 свитков, к XIV веку относилось 50, к XV веку — 60 рукописей. Множество рукописей XVI века было утрачено, однако учтены 32 рукописи, переписанных в Наблусе в 1500—1552 годах. Совсем немного рукописей осталось от XVII века (11 экземпляров), за XVIII век было переписано 30 рукописей, преимущественно писцами из левитской семьи в Наблусе между 1747—1785 годами. От XIV века дошла примечательная триглотта (B.L. Or. MS 7562) — арабско-самаритянско-арамейская.

### Самаритянское Пятикнижие и таргумы. Проблема «Самаритикона»
Таргумы — то есть переводы Писания на арамейский язык — возникли в самаритянской среде по тем же причинам, что и в еврейской, но не существует их текстуальных свидетельств ранее III—IV веков. Исследователи выделяют три стадии развития традиции. Старейший образец самаритянского арамейского языка представлен в рукописи MS Or. 7562 из коллекции Британского музея. Её текст демонстрирует сходные чтения как с таргумом Онкелоса, так и некоторыми кумранскими рукописями. Ещё одним примером самаритянского таргума является рукопись MS 6 из Сихемской синагоги на языке, напоминающем талмудический арамейский. Позднейший период представлен рукописью MS 3 из той же Сихемской синагоги, которая демонстрирует влияние арабского языка. Имеются и несколько рукописей, переписанных в две колонки: на самаритянском иврите с параллельным таргумом. В Европе на самаритянский таргум обратил внимание Жан Морен, но в его распоряжении была рукопись 1514 года, начало и конец которой относились к разным текстологическим эпохам и содержали множество ошибок. Результатом этого даже стала гипотеза о том, что таргум содержит следы кутийского языка, упомянутого во второй книге Царей (4-я Книга Царств православной традиции). Эта проблема была успешно решена только в XIX веке равом Самуэлем Коном.
В библейских комментариях Оригена сохранилось не менее 50 чтений, взятых из некоего «Самаритикона» (др.-греч. τὸ Σαμαρειτικόν), что некоторыми исследователями интерпретируется как то, что он имел доступ к греческому самаритянскому переводу. Если принять эту гипотезу, она порождает вопрос, был ли перевод основан на ивритской самаритянской версии или таргуме. Главный раввин Будапешта, специалист по еврейскому сектантству, С. Кон в 1894 году предположил, что Ориген располагал переводом самаритянского таргума на греческий, сделанного в диаспоре. Однако в начале XX века восторжествовала версия, что «Самаритикон» не следует рассматривать как отдельный текст. В 1911 году П. Глауэ и А. Ральфс объявили об идентификации с «Самаритиконом» Гиссенского папируса 19 (нем. Papyrus Giessen 19) — фрагмента текста Втор. 24-29, поскольку чтения его греческого текста отличались от Септуагинты и соотносились с самаритянской традицией. Важнейшим аргументом было то, что папирус примерно относился ко времени жизни Оригена (первая половина III века), и вместо горы Гебала там упоминался Геризим. Э. Тов в 1971 году опроверг эту версию и предположил, что речь всё-таки шла о некой редакции текста Септуагинты. Кроме того, в своих статьях 1965 года, Б. К. Уолтке обоснованно заявил, что не существует никаких свидетельств, что ко времени жизни Оригена вообще существовал самаритянский текст Пятикнижия или что он имел современный вид.

### Арабский перевод
Серьёзная задача перевода Самаритянского Пятикнижия встала в Средневековье, когда самаритяне перешли на арабский язык. Сохранилось пять рукописей Самаритянской Торы на арабском языке, датируемых периодом 1204—1227 годов. Арабские переводы, используемые самаритянами, исследователи классифицируют на пять групп. Первоначально вообще использовался «Тафсир» Саадии Гаона, переписанный еврейскими буквами, и следующий еврейской традиции. Образец такого текста остался в трёхъязычном манускрипте BL Or. 7562 из Британской библиотеки. Р. Андерсон и Т. Джайлс утверждали, что самаритянский иврит этой рукописи, вероятно, является первым образцом идентифицируемого самаритянского извода еврейского языка. Судя по косвенным данным и сохранившимся колофонам рукописей, в XI веке был создан старый арабский самаритянский перевод, по-видимому, на территории Сирии. Как правило, он записывался самаритянским письмом, часто параллельно переписывали и еврейский текст. Далее, египетский книжник XIII века Абу Саид предпринял редактирование этого варианта. Текстологи выделяют также две второстепенные группы, переходные между перечисленными; многие рукописи содержат чтения из разных версий.
В XVII веке возникла потребность изучения арабского перевода Самаритянской Торы для нужд полемики между католиками и протестантами. Жан Морен и Николя Пейреск могли использовать арабские переводы, причём Пейреск купил в Дамаске две рукописи, одна из которых была на трёх языках (рукопись С по классификации А. фон Галля). Рукописи были преподнесены кардиналу Барберини. В дальнейшем их изучение вышло за пределы собственно библеистики, в 1808 году своё исследование опубликовал Антуан Сильвестр де Саси. Именно Сильвестр де Саси определил, что арабских самаритянских переводов не существовало до X века и оценил важность Триглотты Барберини для сравнительных исследований.

### Печатный текст

#### Первоиздания

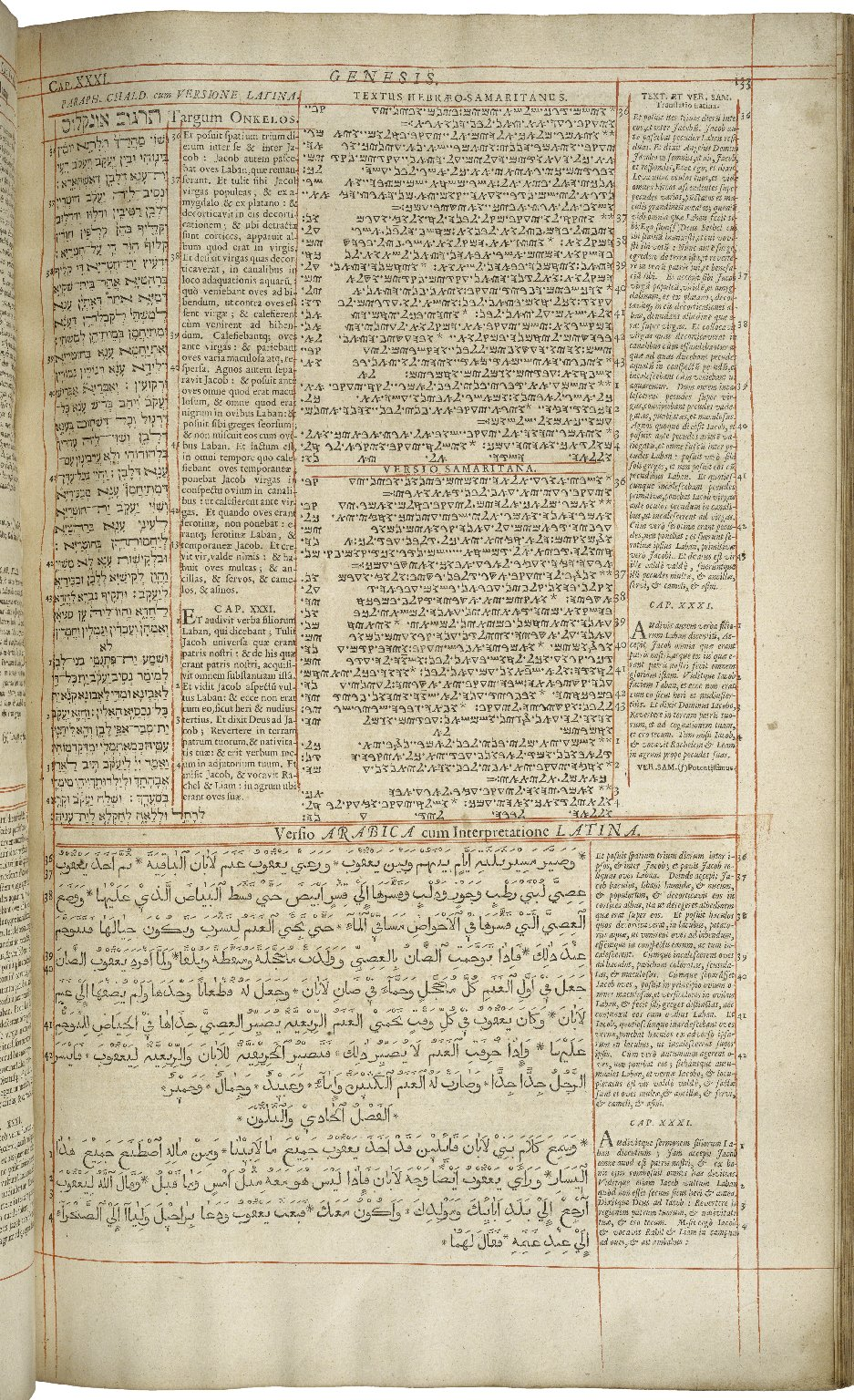
Правая страница первого тома Лондонской Полиглотты (Книга Бытия, глава 31). Представлен арамейский Таргум Онкелоса, иудео-самаритянский и самаритянский варианты (латинский перевод для них общий), внизу — арабский перевод с огласовкой. Все варианты текста снабжены параллельным латинским переводом. Библиотека Корнеллского университета

Роль Самаритянского Пятикнижия резко возросла в Европе XVI века в связи с Реформацией и обострившейся проблемой доказательства истинности и неповреждённости текста латинской Вульгаты по сравнению с масоретским и греческой Септуагинтой. Для католической традиции возрастала авторитетность Септуагинты как свидетеля доталмудического еврейского текста, тогда как протестанты считали первичным масоретский еврейский текст. В этой ситуации Скалигер был первым библеистом, который оценил значение самаритянского текста. Рукопись Пятикнижия была доставлена в 1616 году во Францию Пьетро делла Валле («Кодекс B» по современной классификации); она была переписана писцом-самаритянином в Дамаске в 1345 или 1346 году. Её исследованием занялся Жан Морен — филолог из протестантской семьи, перешедший в католичество. По приглашению Папы Урбана VIII он занимался в Риме исследованием таргумов. В 1631 году, занимаясь работами по подготовке Парижской Полиглотты, он опубликовал трактат «Exercitationes ecclesiasticae in utrumque Samaritanorum Pentateuchum» («Церковные упражнения во всём Самаритянском Пятикнижии»). Текст Пятикнижия вошёл и в Парижскую Полиглотту, законченную в 1645 году (в составе шестого тома). Главной задачей Морена было доказательство истинности латинского текста Вульгаты; в процессе работы он занял резко критическую позицию по отношению к масоретскому тексту. Авторитет самаритянской Торы был также использован для доказательства, что Септуагинта превосходит масоретский Ветхий Завет.
Протестантские теологи не могли остаться в стороне от полемики, и уже в 1632 году последовало возражение, составленное архиепископом Армагским Джеймсом Ашером. Он владел собственной рукописью Самаритянского Пятикнижия, полученной через посредство купца Томаса Дэвиса в Алеппо в 1624 году, и в течение десятилетия приобрёл ещё шесть рукописей (в том числе N, хранящуюся ныне в Британском музее). Однако его более всего интересовали вопросы библейской хронологии. Б. Уолтон занял в полемике вокруг масоретского текста умеренную позицию, но опубликовал в своей Лондонской Полиглотте самаритянский текст Морена и список разночтений по масоретскому тексту и Септуагинте.

#### Научные издания
Созданные в XIX веке исследования Гезениуса (1815) и Пауля Эрнста Кале (1898) позволили реконструировать развитие самаритянского текста и подготовили современную источниковедческую базу. П. Кале впервые предпринял попытку реконструировать протосамаритянский текст на основе сопоставления Самаритянского Пятикнижия и апокрифических текстов, в том числе Книги Юбилеев, Первой книги Еноха и Вознесения Моисея. Выводы Кале были подтверждены находками в Кумране.
В числе авторитетных современных изданий Э. Тов называл следующие:
- Пятитомное издание Августа фон Галля, вышедшее в Гиссене в 1914—1918 годах (переиздание 1966, 1993). Это критическое издание сделано на основе большого числа рукописей, предпринята попытка реконструировать оригинальную форму самаритянского текста по чтениям из известных к тому времени рукописей, все варианты текста учтены в научном аппарате. Свиток Абиши в то время ещё не был известен и не использовался. Издание, однако, критиковали из-за приспособления основного текста к масоретскому[37].
- Издание Авраама Нур Цдака и Ратсона Цдака (Тель-Авив, 1961—1965). Первые четыре книги были изданы по неназванной рукописи XI века, Второзаконие — по свитку Абиши. Издание представляет собой параллельное сопоставление столбцов масоретского и самаритянского текстов с типографским выделением различий[56].
- Мадридское издание Луиса-Фернанда Хирона Бланка (1976), основанное на Кембриджской рукописи (MS 1846), сопоставленной с 14-ю дополнительными источниками[15].

Э. Тов также выделял издание 1994 года под редакцией Авраама Таля (Тель-Авивский университет). Оно было основано на рукописи С из синагоги Сихема, и отличалось тщательным воспроизведением деталей текста, положенного в его основу. А. Таль в 2010 году предпринял новую публикацию Пятикнижия в соавторстве с Моше Флорентином в форме сопоставления самаритянского и масоретского текстов. Самаритянский вариант вновь основан на рукописи С (MS 6), масоретский — на Ленинградском кодексе, но самими редакторами последний не указывался. В приложении к изданию впервые была введена в научный оборот устная самаритянская экзегеза, которая часто расходится с консонантным текстом, но не может быть проигнорирована. А. Таль и М. Флорентин сознательно отказались от использования кумранских материалов, обосновывая это тем, что самаритянская традиция — полностью средневековая по своему генезису. Издание рецензировал тот же Э. Тов.
В 1985 году было основано международное Société d’Études Samaritaines, объединяющее около семидесяти исследователей. Несколько его конгрессов, которые собирались нерегулярно, позволили совершить существенный прорыв в самаритянских исследованиях и поднять статус самаритянской версии Иисуса Навина и Хроники-II.
В 2006—2007 годах усилиями исследователей Израиля, Великобритании и США началась оцифровка текстов самаритянских коллекций этих стран для введения текстов в научный оборот.

## Публикации и переводы
XVII век
- Morinus Ioannus. Exercitationes ecclesiasticae in utrumque Samaritanorum Pentateuchum :  [лат.]. — Parisius : Antonius Vitray, 1631. — 394 p.
- Brian Walton Polyglot. — London : Thomas Roycroft, 1654. — Vol. I: Genesis—Deuteronomy.

XIX век
- Fragments of a Samaritan Targum : edited from a Bodleian Ms. with an Introduction, containing a sketch of Samaritan History, Dogma and Literature :  [англ.] / edit. by J. W. Nutt. — London : Trübner and Co., 1874. — 276 p.
- Das samaritanische Targum zum Pentateuch :  [нем.] / hrsg. von A. Brüll. — Frankfurt a.M. : Wilhelm Erras, 1875. — 322 S.

XX век
- Gaster M. Das Buch Josua in Hebraisch-Samaritanischer rezension :  [нем.]. — Leipzig : Brockhaus, 1908. — 46 S.
- Der hebräische Pentateuch der Samaritaner :  [нем.] / hrsg. von A. von Gall. — Giessen : Verlag von Alfred Töpelmann, 1914—1918. — Bd. 1: Prolegomena und Genesis ; Bd. 2: Exodus ; Bd. 3: Leviticus ; Bd. 4: Numeri ; Bd. 5: Deuteronomium, nebst nachträgen und verbesserungen.
  - Der hebräische Pentateuch der Samaritaner : mit vier Tafeln :  [нем.] / hrsg. von A. von Gall. — repr. — Berlin : Alfred Töpelmann Verlag, 1966. — Bd. 1: Prolegomena und Genesis ; Bd. 2: Exodus ; Bd. 3: Leviticus ; Bd. 4: Numeri ; Bd. 5: Deuteronomium, nebst nachträgen und verbesserungen. — xii, xciv, 439 S.
  - Der hebräische Pentateuch der Samaritaner :  [нем.] / hrsg. von A. von Gall. — Berlin : Walter de Gruyter, 1993. — Bd. 1: Prolegomena und Genesis ; Bd. 2: Exodus ; Bd. 3: Leviticus ; Bd. 4: Numeri ; Bd. 5: Deuteronomium, nebst nachträgen und verbesserungen. — xii, xciv, 439 S. — ISBN 3-11-009258-1. — ISBN 978-3-11-082951-8. — doi:10.1515/9783110829518.
- ערוכים בידי אברהם ורצון צדקה. צדקה, אברהם. צדקה, רצון. חמשה חומשי תורה : נוסח יהודי, נוסח שומרוני : עם הדגשה מדויקת של השינויים בין שתי הנוסחאות לפי כתב יד שומרוני עתיק מן המאה ה 11 :  [иврит]. — תל-אביב : [חמו״ל] ; ירושלים : ההפצה בידי הוצאת ר. מס, 1961—1965. — Vol. ספר בראשית. ; Vol. ספר שמות ; Vol. ספר ויקרא ; Vol. ספר במדבר ; Vol. ספר דברים.
- Pentateuco Hebreo-Samaritano : I Génesis : edición crítica sobre la base de manuscritos inéditos :  [исп.] / por Luis-Fernando Girón Blanc. — Madrid : Consejo Superior de Investigaciones Científicas, Instituto Arias Montano, 1976. — xii, 396 p. — (Textos y estudios «Cardenal Cisneros» del C.S.I.C. № 15).
- The Samaritan Pentateuch : Edited according the MS 6 (C) of the Shekhem Synagogue :  [иврит] / edit. by A. Tal. — Tel-Aviv : Chaim Rosenberg School of Jewish Studies, Tel Aviv University, 1994. — ix, 211, 9 p. — (Texts ans studies in the Hebrew language and related subjects, Vol. VII).

XXI век
- The Israelite Samaritan version of the Torah : first English translation compared with the Masoretic version :  [англ.] / edit. & transl. by B. Tsedaka ; coedit. by Sh. Sullivan. — Grand Rapids, Mich ; Cambridge, U.K. : William B. Eerdmans Publishing Company, 2012. — xxxvi, 522 p. — ISBN 978-0-8028-6519-9.